# Essex County (Ontario)
Essex County ist ein County in der kanadischen Provinz Ontario. Der County Seat ist Essex, wirtschaftliches Zentrum ist Windsor. Die Einwohnerzahl beträgt 398.953 (Stand: 2016), die Fläche 1.850,90 km², was einer Bevölkerungsdichte von 215,5 Einwohnern je km² entspricht. Das County ist nach der englischen Grafschaft Essex benannt. Es liegt im äußersten Südwesten der Provinz zwischen dem Eriesee und dem Lake St. Clair.
Im Bezirk liegt keiner der Provincial Parks in Ontario, aber auf einer Landzunge im Eriesee liegt der Point-Pelee-Nationalpark. 
|                | Lake St. Clair                              |              |
| Michigan (USA) | Kompassrose, die auf Nachbargemeinden zeigt | Chatham-Kent |
|                | Eriesee / Ohio (USA)                        |              |

## Administrative Gliederung

### Städte und Gemeinden
| Ort         | Status       | Bevölkerung (2016) |
| ----------- | ------------ | ------------------ |
| Amherstburg | Town         | 21.936             |
| Essex       | Town         | 20.427             |
| Kingsville  | Town         | 21.552             |
| Lakeshore   | Municipality | 36.611             |
| LaSalle     | Town         | 30.180             |
| Leamington  | Municipality | 27.595             |
| Tecumseh    | Town         | 23.229             |

Die Stadt Windsor (217.188 Einwohner; Stand: 2016) gehört zwar geographisch und statistisch zum County, untersteht aber nicht dessen Verwaltung. Die Stadt hat den Status einer separated municipality. Ebenfalls nur geographisch und statistisch gehört das Township of Pelee (235 Einwohner; Stand: 2016) zum County. Pelee hat den Status einer Single Tier (einstufigen Gemeinde).

### Gemeindefreie Gebiete
Im Bezirk finden sich keine gemeindefreien Gebiete.

### Indianerreservationen
Im Bezirk finden sich keine Indianerreservationen.